# Рябчик Северцова (растение)
Ря́бчик Северцо́ва, или Королько́вия Северцова (лат. Fritillária sewerzówii) — многолетнее травянистое растение, вид рода Рябчик (Fritillaria) семейства Лилейные (Liliaceae). Ранее выделялся в монотипный род Корольковия (Korolkowia).

## Распространение и экология
Рябчик Северцова — эндемик Средней Азии. Распространён на западе Тянь-Шаня, на севере Памиро-Алая. Описан с Каратау.
Произрастает по предгорьям, на глинистых и каменистых склонах.

## Ботаническое описание
Многолетнее травянистое растение, достигающее 25—50 (иногда 70) см в высоту. Стебель прямой, голый, толстый, бледно-зелёный, в нижней, неолиственной части, сиреневатый. Листья покрытые сизоватым налётом, в основном очерёдные, в нижней части иногда супротивные, полустеблеобъемлющие, с островатым концом, кверху уменьшающиеся и переходящие в прицветники. Луковица шаровидная, жёлтого цвета, 3—5 см в диаметре, одночешуйчатая.
Цветки поникшие, собранные в рыхлую кисть, двух типов: нижние обоеполые, верхние — только мужские. Околоцветник из шести свободных листочков зеленовато- или красновато-бурого цвета продолговато-обратнояйцевидной формы, 1,5—2,5 см длиной. Тычинки в количестве 6, короче листочков околоцветника, с колеблющимися пыльниками. Пестик с усечённым рыльцем, опадающий. Завязь трёхгнёздная, со множеством семязачатков.
Плод — шестикрылая коробочка 3—5 см в ширину и высоту, раскрывается по гнёздам. Семена плоские.

## Значение
Рябчик Северцова может использоваться в качестве декоративного садового растения. Он нетребователен к уходу.
Сырые луковицы очень горькие на вкус, в Узбекистане иногда используются в пищу с хлебом. В них содержатся алкалоиды, действующие на центральную нервную систему и сердце. Используются в народной медицине как потогонное. Из различных частей растения выделено более 20 алкалоидов, наиболее известный среди которых — алгинин.

## Классификация

### Синонимы
- Korolkowia discolor Regel, 1886
- Korolkowia sewerzowii (Regel) Regel, 1873

### Таксономия
Вид Рябчик Северцова входит в род Рябчик (Fritillaria) семейства Лилейные (Liliaceae) порядка Лилиецветные (Liliales).
|  |                                      |  |                                                              |                                                              |                    |  | ещё 9 семейств (согласно Системе APG III) | ещё 9 семейств (согласно Системе APG III) |                      |  |  |  | ещё около 150 видов |
|  |                                      |  |                                                              |                                                              |                    |  | ещё 9 семейств (согласно Системе APG III) | ещё 9 семейств (согласно Системе APG III) |                      |  |  |  | ещё около 150 видов |
|  |                                      |  |                                                              | порядок Лилиецветные                                         |                    |  |                                           |                                           | род Рябчик           |  |  |  |                     |
|  |                                      |  |                                                              | порядок Лилиецветные                                         |                    |  |                                           |                                           | род Рябчик           |  |  |  |                     |
|  | отдел Цветковые, или Покрытосеменные |  |                                                              |                                                              | семейство Лилейные |  |                                           |                                           | вид Рябчик Северцова |  |  |  |                     |
|  | отдел Цветковые, или Покрытосеменные |  |                                                              |                                                              | семейство Лилейные |  |                                           |                                           |                      |  |  |  |                     |
|  |                                      |  | ещё 58 порядка цветковых растений (согласно Системе APG III) | ещё 58 порядка цветковых растений (согласно Системе APG III) |                    |  |                                           | ещё 18 родов                              | ещё 18 родов         |  |  |  |                     |
|  |                                      |  |                                                              | ещё 58 порядка цветковых растений (согласно Системе APG III) |                    |  |                                           |                                           | ещё 18 родов         |  |  |  |                     |